# Viennale
Viennale (англ. Vienna International Film Festival) — ежегодный кинофестиваль, проводимый в октябре в Вене (Австрия) с 1960 года. На фестивале демонстрируются художественные, документальные, короткометражные и экспериментальные фильмы со всего мира. В заключение фестиваля лучшему австрийскому фильму прошлого года вручается Венская кинопремия (нем. Wiener Filmpreis).
Виеннале является одним из главнейших и старейших кинофестивалей в немецкоговорящем мире. Он ежегодно проходит в красивых кинотеатрах исторического центра Вены. Большую часть из 96 тысяч посетителей составляет молодёжь.

## История
В 1960 году Союз австрийских киножурналистов организовал первый международный кинофестиваль. Он назывался «Первая венская кинонеделя» (нем. die Erste Wiener Filmwoche), и на нём были продемонстрированы порядка 18 австрийских и иностранных фильмов. Кинонаграда на нём не вручалась. В 1962 году фестиваль, когда он уже получил своё настоящее название — «Viennale», прошёл в составе Венского фестиваля (нем. Wiener Festwochen). Однако, из-за достаточно насыщенной программы это негативно сказалось на нём. Вследствие этого, уже на следующий год он прошёл как самостоятельное восьмидневное торжество. Тогда же был впервые приглашён режиссёр — Зигмунд Кеннеди, а в программе фестиваля наибольший акцент был уделён комедийным фильмам, демонстрировавшимся в университете Урания. В 1968 году режиссёром фестиваля стал Отто Владика, благодаря которому фестиваль прошёл под девизом «фильмы, которые нас никогда не достигли» (нем. Filme, die uns nie erreichten). С этого момента, перед каждым фестивалем выбирается мотто, определяющее суть предстоящего мероприятия.